# Gallo

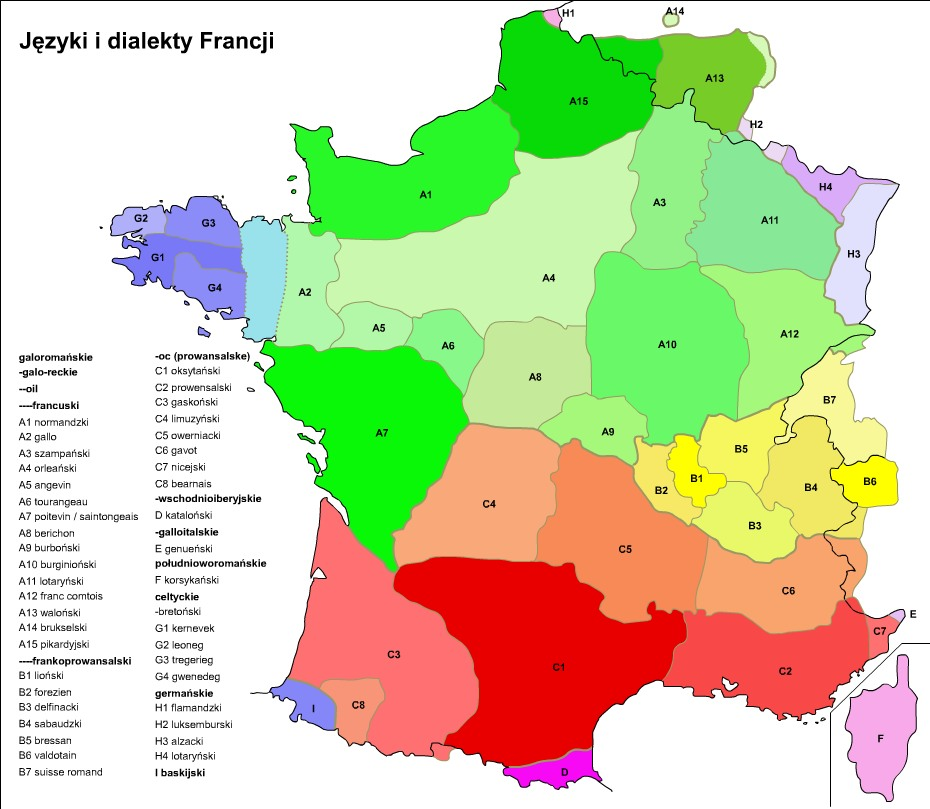
Języki i dialekty Francji

Gallo – język romański z grupy langues d’oïl, posługują się nim Bretończycy – we Francji.
Nie należy go mylić z językiem bretońskim, należącym do grupy języków celtyckich